# Hochofen Hirt

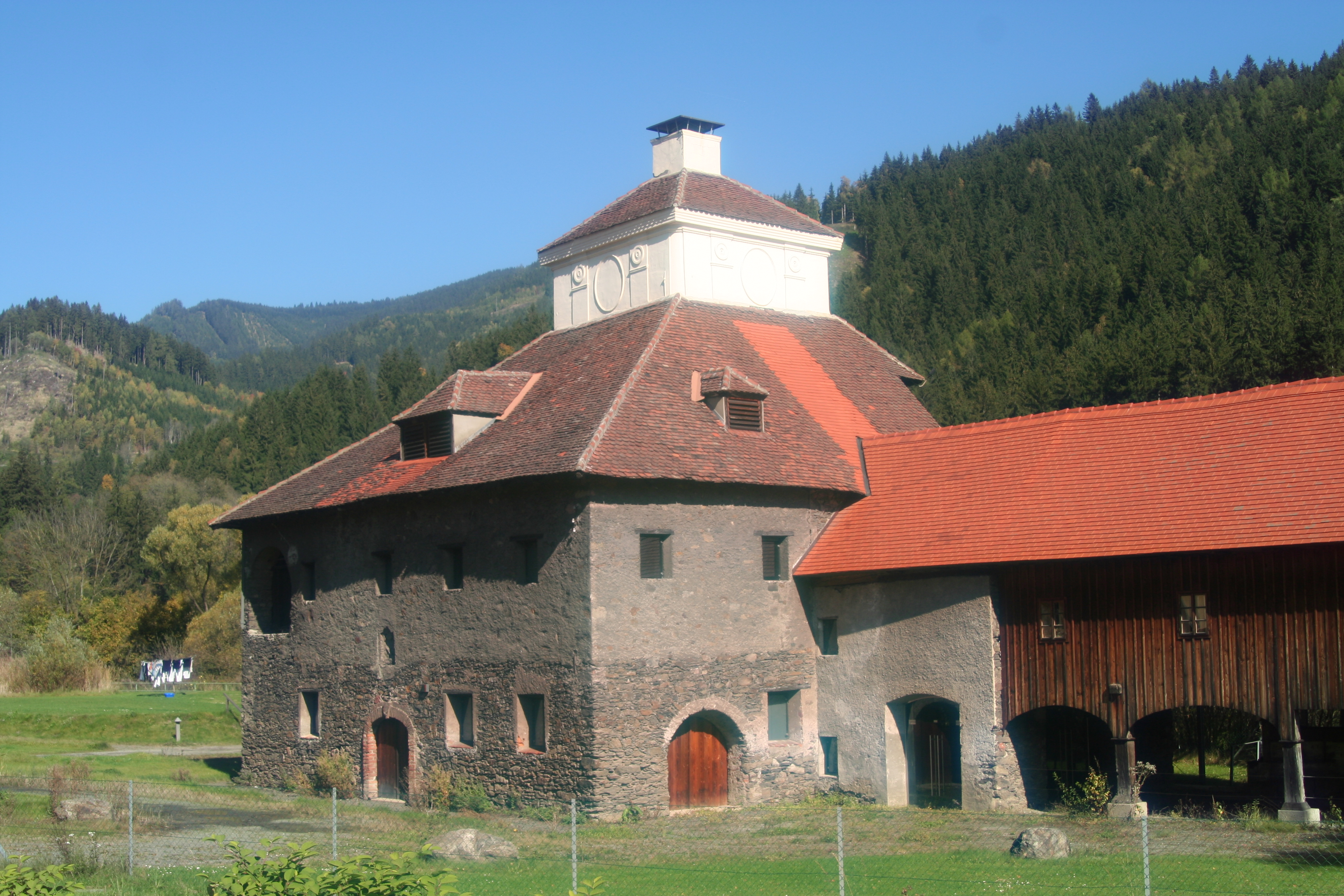

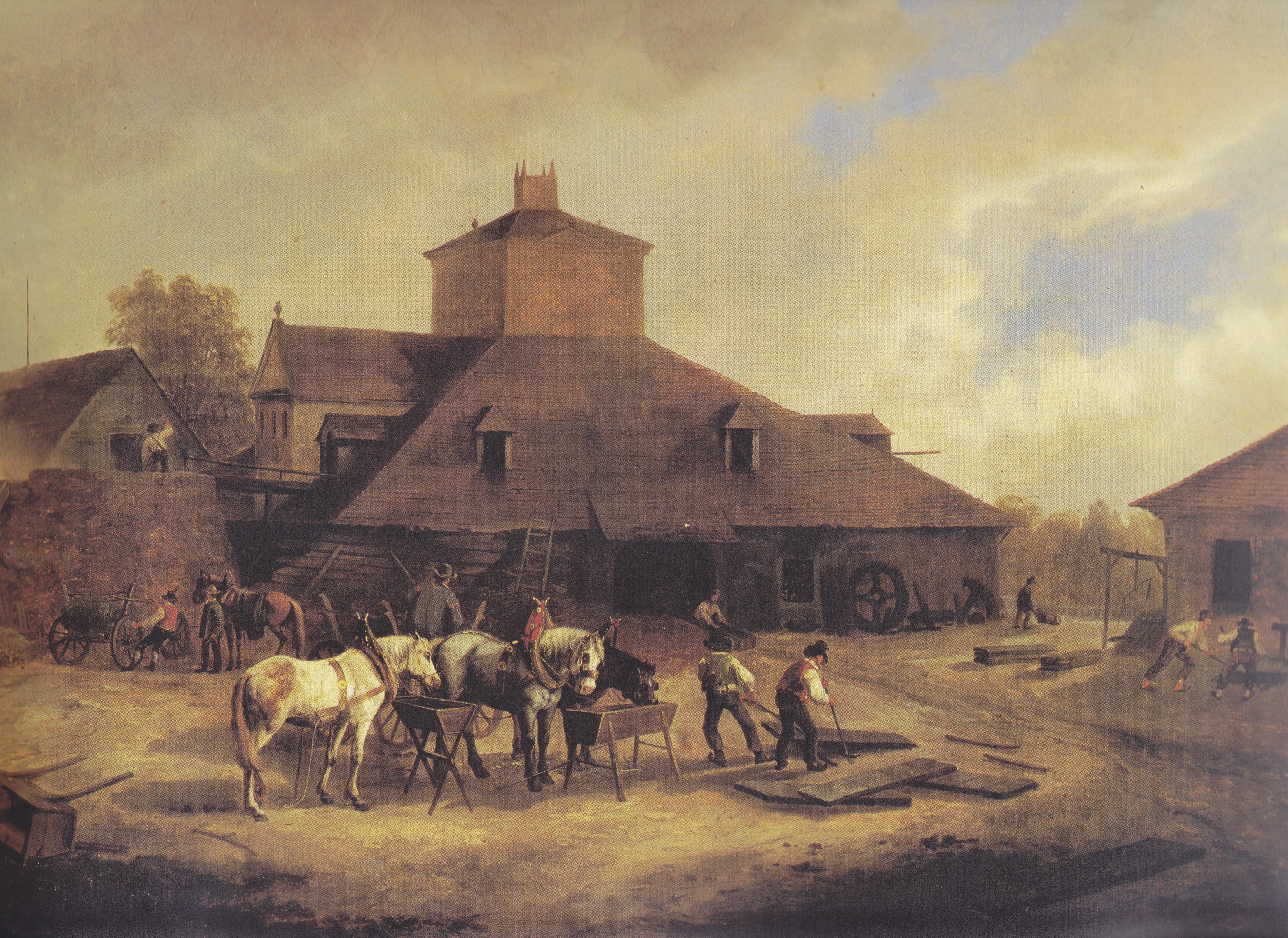
Gemälde von Markus Pernhart

Der Hochofen Hirt steht gegenüber der Brauerei Hirt am Ufer der Metnitz in der Gemeinde Micheldorf und ist ein bedeutendes Beispiel des klassizistischen Industriebaus in Österreich.

## Beschreibung
Die erste urkundliche Erwähnung fand die Eisenverhüttung in Hirt 1554, als eine Eisenschmelzanlage des Bistums Gurk genannt wurde. Mitte des 17. Jahrhunderts errichtete man hier einen neuen Floßofen. Im 18. Jahrhundert ließ  Anton von Auersperg das Werk durch Johann Georg Hagenauer um 1773 general sanieren und erneuern. Neben den Hochofen entstanden Sinterwerke, Wasserpochwerke, fünf Hämmer und vier Stampfer. 1872 kaufte die Hüttenberger Eisenwerks-Gesellschaft die Anlage und schon im folgenden Jahr erfolgte das Ausblasen des Hochofens. 1963 wurde das Industriedenkmal restauriert.
Von der ehemaligen Industrieanlage ist noch aufgehendes Mauerwerk der Eisenhütte mit dem 1806 aus Bruchsteinen errichteten Hochofen erhalten.
Markus Pernhart dokumentierte den Betrieb der Hochofenanlage in zwei Ölbildern.